# Oliver H. Langeland
Oliver Hansen Langeland (* 30. Januar 1887 in Nordfjordeid; † 9. Februar 1958) war ein norwegischer Offizier im Zweiten Weltkrieg.

## Leben
Er diente in der norwegischen Armee, aus der er 1928 ausschied. Er arbeitete dann als Büroleiter in Oslo. Während des Zweiten Weltkriegs war er von 1942 bis zum Spätsommer 1944 als Major Leiter des Oslo umfassenden Distrikts 13 des norwegischen Widerstands Milorg. Es war ihm gelungen, den Distrikt 13 zum stärksten Teil der Widerstandsbewegung mit 7000 Mitgliedern zu machen.
Nach dem Krieg veröffentlichte Langeland zwei Bücher, in denen er die norwegische Regierung sehr hart kritisierte. Im 1948 erschienenen Werk Dømmer ikke warf er der Regierung Nygaardsvold der Vorkriegs- und Kriegszeit eine Mitschuld an der 1940 erfolgten deutschen Besetzung Norwegens vor. Er kritisierte einerseits Kollaboration durch norwegische Behörden und Amtsträger, andererseits das Vorgehen in der Nachkriegszeit gegen norwegische Staatsbürger wegen Landesverrats wegen der bloßen Mitgliedschaft in der zum Zeitpunkt der Invasion jedoch legalen faschistischen norwegischen Partei Nasjonal Samling. Mit ähnlichem Inhalt erschien 1949 Forat I ikke skal dømmes.
Die norwegische Regierung ging gegen die Veröffentlichung vor und warf Langeland strafrechtlich relevante Verfehlungen vor. Er wurde am 9. Dezember 1949 freigesprochen, zugleich wurden jedoch mehrere Passagen in den Veröffentlichungen beanstandet und die Verbreitung der Bücher gestoppt. Eine hiergegen gerichtete Berufung Langelands scheiterte am 11. Januar 1952.

## Ehrung

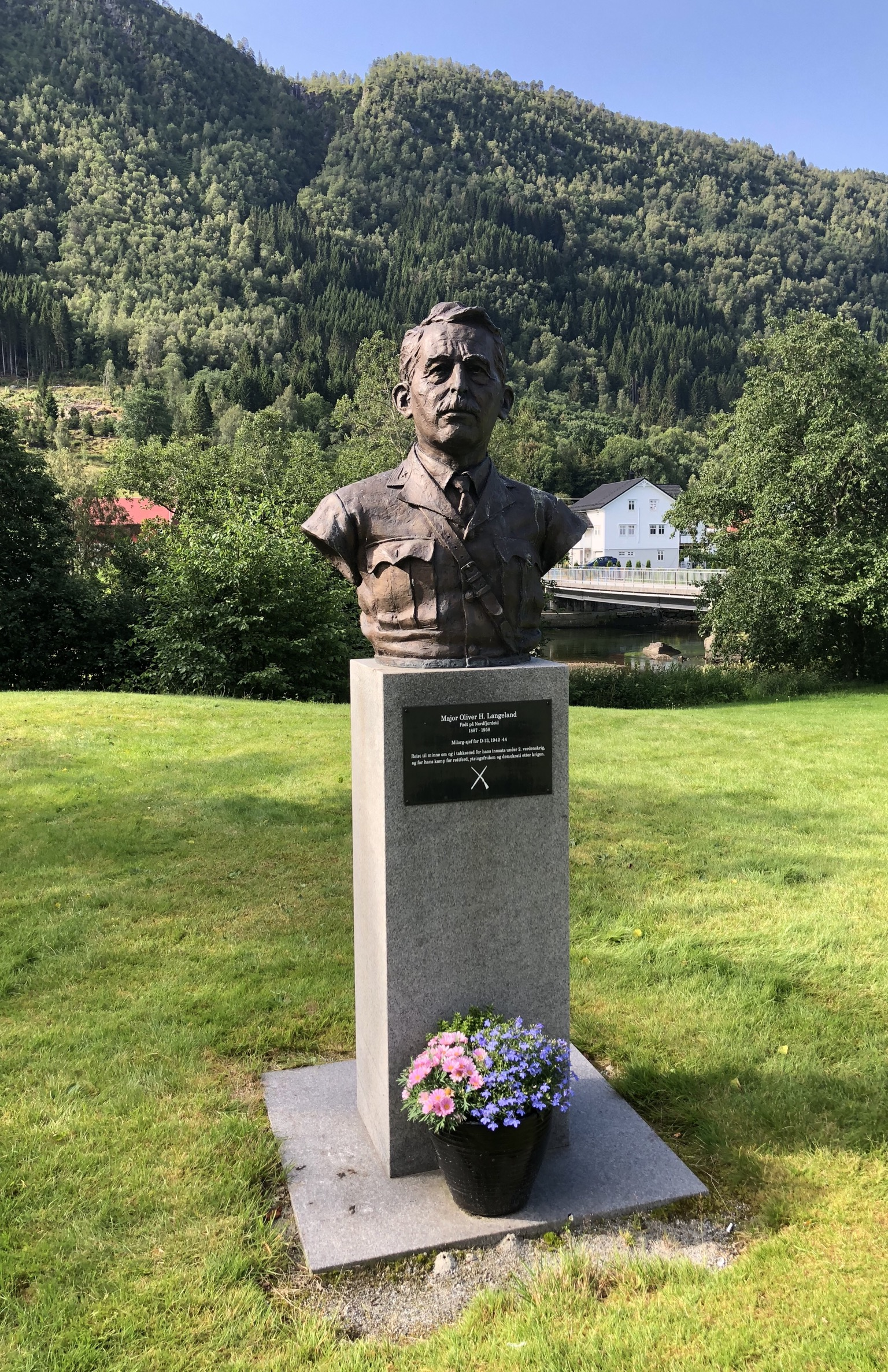
Denkmal in Nordfjordeid, 2019

In seinem Heimatort Nordfjordeid wurde ihm zu Ehren das Langeland-Denkmal auf dem Exerzierplatz Nordfjordeid aufgestellt.

## Werke
- Dømmer ikke, 1948
- Forat I ikke skal dømmes, 1949